# Душин, Иван Иванович
Иван Иванович Душин — советский хозяйственный, государственный и политический деятель, комбайнёр колхоза «Страна Советов» Обоянского района Курской области. Герой Социалистического Труда (08.04.1971).

## Биография
Родился в 1928 году в селе Бавыкино Обоянского района Центрально-Чернозёмной области. Член КПСС.
Трудовую деятельность начал в Великую Отечественную войну в 17 лет, работая в колхозе.
В 1948-1951 годах служил в Советской Армии.
После увольнения из Вооруженных Сил в 1951 году окончил Обоянское сельское профессионально-техническое училище, работал в Обоянской машинно-тракторной станции (МТС). После упразднения МТС стал комбайнёром колхоза «Страна Советов» в родном селе.
Его незаурядные способности особенно развернулись в годы восьмой пятилетки. В 1966 году намолотил 5660 центнеров зерна, а в 1970 году – 7500 центнеров.
Указом Президиума Верховного Совета СССР от 8 апреля 1971 года за выдающиеся успехи, достигнутые в развитии сельскохозяйственного производства и выполнении пятилетнего плана продажи государству продуктов земледелия, Душину Ивану Ивановичу присвоено звание Героя Социалистического Труда с вручением ордена Ленина и золотой медали «Серп и Молот».
В 1975 году установил новый рекорд – намолотил 13100 центнеров зерна.
Вот, что он сам рассказывал позже об этом времени: 

«Профессия комбайнера пришлась мне по душе. Я горжусь ею и с каждым годом стараюсь совершенствовать свое мастерство. А самое главное, дорожу всегда своей машиной, содержу ее в хорошей технической исправности. И техника еще ни разу меня не подводила. В 1966 году я намолотил 5660 ц зерна, а в 1970 г. — 7500 центнеров. В последние годы 8-й пятилетки намолачивали 30–33 ц с га. Хлеб у нас — всему голова, это валюта валют. Наши хлеборобы научились выращивать высокие урожаи, а вот убирать его как следует, без потерь, — до сих пор не научились. Техника не та! Вот ведь наш СК-4 рассчитан на урожай 25 ц с га, а многие хозяйства выращивают по 30, иные до 40 ц с га».— 
Депутат Верховного Совета РСФСР 9-го созыва (с 1975 года).
Жил в селе Бавыкино Обоянского района Курской области. Умер 16 мая 1979 года.
За получение высоких и устойчивых урожаев зерновых и крупяных культур на основе эффективного использования достижений науки, техники и передовой практики посмертно был удостоен Государственной премии СССР за выдающиеся достижения в труде 1979 года.

## Награды
- Золотая медаль «Серп и Молот» (08.04.1971);
- орден Ленина (08.04.1971)
- орден Ленина (10.03.1976)
- Медаль «В ознаменование 100-летия со дня рождения Владимира Ильича Ленина» (1970)
- Медаль «За трудовую доблесть»(07.12.1957)
- Медалями ВДНХ СССР
- Знак ЦК ВЛКСМ «Наставник молодежи»
- и другими
- Отмечен дипломами и почётными грамотами.

## Память
- На могиле установлен надгробный памятник.
- Удостоен Государственной премии СССР за выдающиеся достижения в труде 1979 года. (посмертно).